# Indaw
Indaw est une ville du nord de la Birmanie, située dans le district de Katha (en), dans la Région de Sagaing. Elle se trouve à environ 2 km au sud-est du lac d'Indaw. La liaison ferroviaire avec Naba se situe à environ 6 km au nord-est de la ville.

## Histoire
En 1944, durant la Seconde Guerre mondiale, une campagne majeure a été livrée à Indaw entre les forces japonaises et les forces britanniques. Les Japonais disposaient de deux aérodromes à Indaw, l'aérodrome d'Indaw ouest et celui du lac d'Indaw.